# طیف
واژهٔ طیف (پیوستار) یا بیناب کاربردهای گوناگونی دارد. کاربرد این واژه بیشتر برای نشان دادن ساختاری است که در آن بتوان جایگاه‌هایی گوناگون را با ارزیابی بیش و کم _بی‌آنکه پله‌پله و گام‌به‌گام باشند_ در بازه‌ای میان دو پایانهٔ ناسازگار با هم، در دوسوی پیوستار از یکدیگر بازشناخت. برای نمونه طیف (پیوستار) گروه‌های گوناگون سیاسی در جایی میان بازهٔ دو گروه ناسازگار چپ‌گرا و راست‌گرا جای دارند.
واژهٔ طیف در چندین شاخه‌ٔ دانش امروزی کاربرد دارد.

## در فیزیک

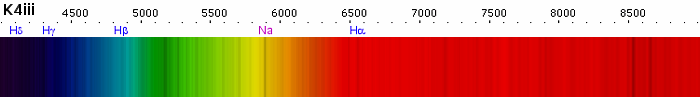
طیف ستاره‌ای با ردهٔ طیفی K4III

در نظریهٔ موجی نور، به دسته‌بندی پرتوهای نوری که بر پایهٔ طول موج یا بسامد آن‌ها انجام شده باشد، طیف می‌گویند.
به آن گروه از پرتوهای دیدنیِ خورشید که باهم رنگ سفید را می‌سازند طیف (بیناب) گفته می‌شود.
این رنگ‌ها سرخ، آبی و سبز هستند. از آمیزش این رنگ‌ها، رنگ‌های دیگری پدید می‌آید که همان رنگ‌های پایهٔ نقاشی است یا همان سرخ پررنگ، آبی پررنگ و زرد مرکب.
رنگ‌های طیف دیدنی از بیشترین شکست تا کمترین شکست اینها هستند: بنفش، نیلی، آبی، سبز، زرد، نارنجی و سرخ

## در پزشکی

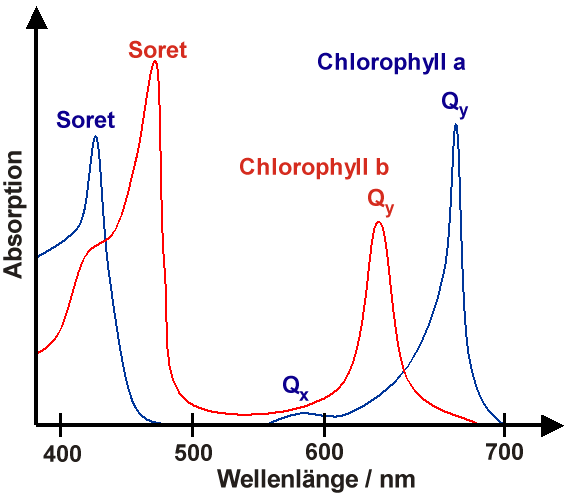
طیف کلروفیل

### اختلال طیفی
اختلال هایی همانند اختلال طیف اوتیسم از نوع اختلال های رشدی-عصبی طیف گونه می باشند. اختلال طیفی اختلالی است که می‌تواند از فردی به فرد دیگر متفاوت ظاهر شود: هر فرد ممکن است برخی از ویژگی‌های مرتبط با آن، اما نه همه آن‌ها را نشان دهد، و ممکن است آنها را به درجات بسیار متفاوتی نشان دهد. افراد اوتیستیک مختلف به عنوان مثال، ممکن است ویژگی‌های متفاوتی از خود نشان دهند و ویژگی های این اختلال طیف گونه ممکن است در زمان‌های مختلف به شکل متفاوتی در هر فرد ظاهر  شود.